# Kyselina dusná
Kyselina dusná (přesněji kyselina didusná, H2N2O2) je jedna z pěti kyslíkatých kyselin dusíku, je izomerní s nitramidem. V suchém stavu je výbušná. Má dva izomery (trans a cis). Tvoří dvě řady solí, hydrogendusnany a dusnany.
Jedná se o slabou kyselinu, ve vodném roztoku se rozkládá na oxid dusný s poločasem 16 dní při teplotě 25 °C a pH 1-3:
H2N2O2 → H2O + N2O.
Kyselina dusná ovšem nevzniká rozpouštěním oxidu dusného ve vodě.

## Příprava
Kyselina dusná může být připravena reakcí dusnanu stříbrného s kyselinou chlorovodíkovou:
Ag2N2O2 + 2 HCl → H2N2O2 + 2 AgCl.
Dusnan stříbrný může být připraven redukcí dusitanu sodného:
2 NaNO2 + 4 NaHg + 2 H2O + 2 AgNO3 → Ag2N2O2 + 2 NaNO3 + 4 NaOH + 4 Hg.